# Kitija Laksa
Kitija Laksa, née le 21 mai 1996 à Riga, est une joueuse professionnelle lettone de basket-ball évoluant au poste d'ailier.

## Biographie

### Carrière junior
Kitija Laksa commence le basket-ball dans sa ville natale dans l'équipe du Lycée français de Riga.
En 2015, elle rejoint l'université du Sud de la Floride aux États-Unis et joue pour les Bulls de South Florida. Pour sa première saison, elle dispute 29 matchs, dont 16 en tant que titulaire, et n'en manque que six en raison d'une blessure au coude. Le 21 janvier 2016, elle est élue USBWA National Freshman of the Week. Elle termine la saison avec une moyenne de 12,6 points par match et est nommée dans la American Athletic Conference Freshman Team et dans la American Athletic Conference Second Team. Elle est également élue American Athletic Conference Freshman of the Year.
Lors de la saison 2016-2017, elle joue 33 matchs comme titulaire et inscrit en moyenne 19,2 points par match, ce qui lui vaut d'être nommée dans la American Athletic Conference First Team et dans la American Athletic Conference All-Tournament Team. Elle est également nommée pour le titre de WBCA All-Region 3 et remporte le prix de WBCA All-America Honorable Mention.
Lors de la saison 2017-2018, elle débute 34 matchs comme titulaire et inscrit en moyenne 21,1 points par match. À l'issue de la saison, elle est nommée pour le titre de Women’s Citizen Naismith Trophy (titre de meilleure joueuse universitaire de la saison) et pour le Wade Trophy mais les deux prix sont remportés par A'ja Wilson,. Elle est tout de même nommée dans la American Athletic Conference First Team, la American Athletic Conference All-Championship Team et est élue American Athletic Conference Scholar Athlete of the Year.
Durant la saison 2018-2019, elle se blesse en novembre 2018 et manque le reste de la saison.

### En club
En juillet 2019, elle retourne en Lettonie et s'engage avec le club de sa ville, le TTT Riga. Elle dispute son premier match le 11 décembre 2019 en EuroLigue féminine face au Reyer Venise Mestre en inscrivant 2 points et prenant 2 rebonds en 18 minutes de jeu. Au total, elle dispute 6 matchs d'EuroLigue durant la saison pour une moyenne de 12,8 points par match, saison raccourcie en raison de la pandémie de Covid-19.
Elle est sélectionnée en 11e position lors de la draft WNBA 2020 par le Storm de Seattle. Elle ne dispute pas la saison WNBA 2020. En mai 2021, elle rejoint le camp d'entranement du Storm après avoir disputé 8 matchs avec le club turc du Kayseri Kaski avec 12,9 points de moyenne par match. Le 13 mai 2021, elle est coupée par le Storm sans avoir disputé le moindre match en WNBA.
Elle dispute la saison 2021-2022 dans le championnat italien avec le Beretta Famila Schio. Elle dispute 30 matchs pour des moyennes par match de 14 points, 2,9 rebonds et 1,5 passe décisive. Durant cette saison, elle remporte le championnat et la Coupe d'Italie. Elle dispute également 19 matchs d'EuroLigue féminine pour une moyenne de 11,8 points par match. Le 25 mai 2022, elle reste en Italie et s'engage avec la Virtus Bologne. Elle dispute 31 matchs de championnat pour une moyenne de 12,8 points par match.
Le 28 février 2023, elle signe un contrat avec les Wings de Dallas. Le 10 mai 2023, les Wings suspendent le contrat de Kitija Laksa.
Le 15 août 2023, elle quitte l'Italie pour la Turquie en s'engageant avec les championnes d'Europe de Fenerbahçe SK. Le 28 septembre 2023, elle remporte la SuperCoupe d'Europe féminine face au LDLC ASVEL féminin sur le score de 109 à 52. Elle remporte la Coupe de Turquie et le championnat de Turquie. Elle remporte également l'Euroligue féminine en battant l'ESB Villeneuve-d'Ascq en finale, 106 à 73.
En juillet 2024, elle retourne en Italie avec son ancien club du Beretta Famila Schio.

## Statistiques

### En université
| Gras/Meilleures performances | [ 18 ] |

| Saison                    | Équipe                    | MJ | M5 | Min  | %T   | %3   | %LF  | Rb  | PD  | Int | Ctr | BP  | F   | Pts  |
| ------------------------- | ------------------------- | -- | -- | ---- | ---- | ---- | ---- | --- | --- | --- | --- | --- | --- | ---- |
| 2015-2016                 | Bulls de South Florida    | 29 | 16 | 27,5 | 39,7 | 42,0 | 86,5 | 2,3 | 0,7 | 0,3 | 0,5 | 1,6 | 1,9 | 12,6 |
| 2016-2017                 | Bulls de South Florida    | 33 | 33 | 35,0 | 40,3 | 38,8 | 84,5 | 3,5 | 0,8 | 0,6 | 0,2 | 1,9 | 1,7 | 19,2 |
| 2017-2018                 | Bulls de South Florida    | 34 | 34 | 34,5 | 39,9 | 38,2 | 96,5 | 3,4 | 1,3 | 0,6 | 0,4 | 1,9 | 2,1 | 21,1 |
| 2018-2019                 | Bulls de South Florida    | 3  | 2  | 30,0 | 34,0 | 33,3 | 71,4 | 4,3 | 2,0 | 0,3 | 0,0 | 2,7 | 2,0 | 16,3 |
| Total : moyenne par match | Total : moyenne par match |    |    | 32,5 | 39,8 | 39,1 | 89,6 | 3,2 | 1,0 | 0,5 | 0,3 | 1,8 | 1,9 | 17,8 |
| Totaux                    | Totaux                    | 99 | 85 | 3215 | 616  | 308  | 224  | 312 | 97  | 54  | 34  | 180 | 187 | 1764 |

## Palmarès et distinctions

### Palmarès
Avec le  Beretta Famila Schio
- Vainqueur du championnat italien (2022)
- Vainqueur de la Coupe d'Italie (2022)

Avec  Fenerbahçe SK
- Vainqueur de la SuperCoupe d'Europe féminine (2023)
- Vainqueur de la Coupe de Turquie (2024)
- Vainqueur du championnat de Turquie (2024)
- Vainqueur de l'Euroligue féminine (2024)

### Distinctions personnelles
- American Athletic Conference Freshman Team (2016)
- American Athletic Conference Second Team (2016)
- American Athletic Conference Freshman of the Year (2016)
- American Athletic Conference First Team (2017, 2018)
- American Athletic Conference All-Tournament Team (2017)
- WBCA All-America Honorable Mention (2017)
- American Athletic Conference All-Championship Team (2018)
- American Athletic Conference Scholar Athlete of the Year (2018)